# Underdog (chanson de Banks)
Pour les articles homonymes, voir Underdog.
 (octobre 2017).
Singles de Banks
Crowded Places
(2017)
Underdog est une chanson enregistrée et interprétée par l’auteure-compositrice-interprète américaine Banks. Elle paraît le 28 septembre 2017 à travers les plateformes de téléchargement numérique sous le label Harvest, un jour après sa diffusion exclusive lors du programme radiophonique de Zane Lowe prenant place sur le canal Beats 1 d’Apple. Écrite par Banks et Alexander Shuckburgh, qui en assure également sa production, il s’agit du premier single issu du troisième album studio de la chanteuse, dont la sortie est prévue pour 2018.

## Crédits
| Personnel - Jilian Banks – chant, composition - Al Shux – composition, production, ingénierie du mixage, ingénierie enregistrement, clavier, percussions | - Chris Galland – ingénierie du mixage - Manny Marroquin – mixage - Robin Florent – assistant mixage - Scott Desmarais – assistant mixage |

## Formats et éditions
- Téléchargement mondial numérique[1]

1. Underdog – 4:38

## Classement hebdomadaire
| Classement (2017)       | Meilleure position |
| ----------------------- | ------------------ |
| Nouvelle-Zélande (RMNZ) | 8                  |